# Helma Kissner
Helma Kissner (* 23. Dezember 1923 in Sensburg, Ostpreußen) ist eine deutsche Staatsbürgerin, die im Zweiten Weltkrieg als Funkerin und Angehörige des SS-Helferinnenkorps in verschiedenen Konzentrationslagern tätig war.

## Leben
Helma Kissner wuchs im ostpreußischen Sensburg (heute Mrągowo in Polen) als Tochter eines Zimmermanns und einer Hausfrau auf. Sie hatte zwei Schwestern, von denen eine bereits kurz vor Ende des Zweiten Weltkriegs ums Leben kam. 
Im Jahre 1934 trat Kissner dem Bund Deutscher Mädel (BDM) bei. Am 21. Januar 1941 beantragte sie die Aufnahme in die Nationalsozialistische Deutsche Arbeiterpartei und wurde zum 1. September desselben Jahres aufgenommen (Mitgliedsnummer 8.708.665). Vom 10. Oktober 1941 bis zum 31. Oktober 1942 leistete sie ihren Reichsarbeitsdienst ab. Ab April 1943 war sie an einer SS-Nachrichtenschule tätig, wo sie eine Funkausbildung absolvierte (sogenannte Nachrichtenmaid). Als Funkerin und Angehörige des SS-Helferinnenkorps war sie an verschiedenen Standorten sowie bei der Deutschen Arbeitsfront tätig. Vom 21. April bis zum 7. Juli 1944 war Kissner als Funkerin im KZ Auschwitz-Birkenau tätig, wo sie aufgrund ihrer Funktion den Zugang zu sehr vielen vertraulichen Dokumenten hatte. Ab dem 8. Juli 1944 war Kissner bis zum Kriegsende im Mai 1945 als Funkerin im KZ Natzweiler-Struthof im Elsass tätig. Von Mai 1945 bis zum 18. Juli 1948 saß Kissner in Ludwigsburg in Haft, wo sie sich im März 1947 einer Gerichtsverhandlung stellen musste.
Helma Kissner heiratete in den 1950er-Jahren, nahm den Nachnamen ihres Ehemannes (Maaß) an und wurde Mutter einer Tochter. Sie lebte fortan in Neumünster.

## Prozess wegen Beihilfe zum Mord
Helma Kissner stand im Jahre 2015 auf Platz 1 der ermittelnden Liste der meistgesuchten NS-Kriegsverbrecher des Simon-Wiesenthal-Centers.
Im September 2015 erließ das Landgericht Kiel eine Anklage gegen sie wegen Beihilfe zum Mord in 266.390 Fällen. Zuständig dafür war die Jugendkammer des Gerichts, da sie zum Tatzeitpunkt noch nicht volljährig war. Im Februar 2016 wurde sie von Gutachtern als verhandlungsfähig eingestuft. Der Prozessbeginn war ursprünglich für April 2016 angesetzt, verzögerte sich jedoch aufgrund ihrer gesundheitlichen Probleme. Im September 2016 lehnte das Gericht die Eröffnung des Verfahrens jedoch letztendlich ab, da bei ihr eine dauerhafte Verhandlungsunfähigkeit attestiert worden war. Zu jenem Zeitpunkt lebte die 92-jährige Helma Kissner als Witwe in einem Pflegeheim.